# Syntomostola xanthosoma
Syntomostola xanthosoma là một loài bướm đêm thuộc phân họ Arctiinae, họ Erebidae.